# Çan Gençlik Kale Spor Akademi Kulübü 2020-2021
Questa voce raccoglie le informazioni riguardanti il Çan Gençlik Kale Spor Akademi Kulübü nelle competizioni ufficiali della stagione 2020-2021.

## Organigramma societario
Area direttiva
- Presidente: Serter Gezer

Area tecnica
- Allenatore: Umut Uysal (fino a gennaio), Halil Kırmış (ad interim da gennaio)
- Allenatore in seconda: İbrahim Çadır, Halil Kırmış (fino a gennaio)
- Scoutman: Çağrı Tan

## Rosa
| N° | Nome            | Ruolo | Data di nascita   | Nazionalità sportiva |
| -- | --------------- | ----- | ----------------- | -------------------- |
| 1  | Elif Boran      | O     | 2 ottobre 1992    | Turchia              |
| 2  | Ellen Braga     | S     | 12 giugno 1991    | Brasile              |
| 3  | İclal Bircan    | O     | 7 settembre 2004  | Turchia              |
| 4  | Işıl Öz         | L     | 12 aprile 1998    | Turchia              |
| 5  | Simay Merdin    | S     | 16 luglio 2004    | Turchia              |
| 6  | Ceylan Arısan   | C     | 1º gennaio 1994   | Turchia              |
| 7  | Emine Arıcı     | C     | 17 gennaio 1997   | Turchia              |
| 8  | Ana Paula Borgo | O     | 20 ottobre 1993   | Brasile              |
| 9  | Thaís de Souza  | S     | 18 aprile 1988    | Brasile              |
| 10 | Nur Kasap       | C     | 5 settembre 1999  | Turchia              |
| 11 | Dilan Yaşar     | S     | 16 settembre 1999 | Turchia              |
| 12 | Hande Şimşek    | C     | 4 luglio 1995     | Turchia              |
| 13 | Miray Merdin    | C     | 16 luglio 2004    | Turchia              |
| 14 | Dilara Bağcı    | L     | 2 febbraio 1994   | Turchia              |
| 16 | Simay Gazi      | P     | 8 febbraio 1998   | Turchia              |
| 17 | Sıla Çalışkan   | P     | 16 dicembre 1996  | Turchia              |
| 18 | Nil Akın        | P     | 9 settembre 2005  | Turchia              |

## Statistiche

### Statistiche di squadra
| Competizione     | Punti | In casa | In casa | In casa | In trasferta | In trasferta | In trasferta | Totale | Totale | Totale |
| Competizione     | Punti | G       | V       | P       | G            | V            | P            | G      | V      | P      |
| ---------------- | ----- | ------- | ------- | ------- | ------------ | ------------ | ------------ | ------ | ------ | ------ |
| Sultanlar Ligi   | 23    | 15      | 5       | 10      | 15           | 2            | 13           | 30     | 7      | 23     |
| Coppa di Turchia | 3     | 0       | 0       | 0       | 1            | 0            | 1            | 3      | 1      | 2      |
| Totale           | -     | 15      | 5       | 10      | 16           | 2            | 14           | 33     | 8      | 25     |

G = partite giocate; V = partite vinte; P = partite perse

### Statistiche dei giocatori
| Giocatore   | Campionato | Campionato | Campionato | Campionato | Campionato | Coppa di Turchia | Coppa di Turchia | Coppa di Turchia | Coppa di Turchia | Coppa di Turchia | Totale | Totale | Totale | Totale | Totale |
| Giocatore   | P          | PT         | AV         | MV         | BV         | P                | PT               | AV               | MV               | BV               | P      | PT     | AV     | MV     | BV     |
| ----------- | ---------- | ---------- | ---------- | ---------- | ---------- | ---------------- | ---------------- | ---------------- | ---------------- | ---------------- | ------ | ------ | ------ | ------ | ------ |
| N. Akın     | 3          | 1          | 0          | 0          | 1          | 0                | 0                | 0                | 0                | 0                | 3      | 1      | 0      | 0      | 1      |
| E. Arıcı    | 21         | 158        | 104        | 40         | 14         | 2                | 14               | 10               | 4                | 0                | 23     | 172    | 114    | 44     | 14     |
| C. Arısan   | 3          | 8          | 7          | 0          | 1          | 0                | 0                | 0                | 0                | 0                | 3      | 8      | 7      | 0      | 1      |
| D. Bağcı    | 24         | 0          | 0          | 0          | 0          | 3                | 0                | 0                | 0                | 0                | 27     | 0      | 0      | 0      | 0      |
| İ. Bircan   | 1          | 0          | 0          | 0          | 0          | 0                | 0                | 0                | 0                | 0                | 1      | 0      | 0      | 0      | 0      |
| E. Boran    | 25         | 206        | 180        | 8          | 18         | 2                | 2                | 2                | 0                | 0                | 27     | 208    | 182    | 8      | 18     |
| A.P. Borgo  | 21         | 278        | 250        | 16         | 12         | 2                | 29               | 27               | 2                | 0                | 23     | 307    | 277    | 18     | 12     |
| E. Braga    | 23         | 258        | 223        | 17         | 18         | 3                | 35               | 35               | 0                | 0                | 26     | 293    | 258    | 17     | 18     |
| S. Çalışkan | 21         | 47         | 23         | 9          | 15         | 2                | 7                | 2                | 3                | 2                | 23     | 54     | 25     | 12     | 17     |
| T. de Souza | 30         | 383        | 336        | 17         | 30         | 3                | 23               | 21               | 0                | 2                | 33     | 406    | 357    | 17     | 32     |
| S. Gazi     | 28         | 32         | 15         | 2          | 15         | 3                | 2                | 1                | 0                | 1                | 31     | 34     | 16     | 2      | 16     |
| N. Kasap    | 10         | 42         | 24         | 12         | 6          | 1                | 5                | 5                | 0                | 0                | 11     | 47     | 29     | 12     | 6      |
| M. Merdin   | 0          | 0          | 0          | 0          | 0          | 1                | 0                | 0                | 0                | 0                | 1      | 0      | 0      | 0      | 0      |
| S. Merdin   | 0          | 0          | 0          | 0          | 0          | 1                | 0                | 0                | 0                | 0                | 1      | 0      | 0      | 0      | 0      |
| I. Öz       | 22         | 0          | 0          | 0          | 0          | 1                | 0                | 0                | 0                | 0                | 23     | 0      | 0      | 0      | 0      |
| H. Şimşek   | 30         | 156        | 90         | 50         | 16         | 3                | 16               | 11               | 2                | 3                | 33     | 172    | 101    | 52     | 19     |
| D. Yaşar    | 27         | 116        | 98         | 8          | 10         | 3                | 12               | 10               | 0                | 2                | 30     | 128    | 108    | 8      | 12     |

P = presenze; PT = punti totali; AV = attacchi vincenti; MV = muri vincenti; BV = battute vincenti